# Colonia Cocha
Colonia Cocha es un paraje rural situado en el departamento Santa María, Córdoba, Argentina.
Se encuentra situada a 25 km de Laguna Larga y a 20 km de Despeñaderos sobre un camino consolidado de tierra, y a 75 km de la ciudad de Córdoba.
Se ubica en el centro de la llanura oriental, rodeado de campos fértiles para la siembra y la cría de animales, siendo la agricultura y la ganadería su principal y única actividad económica.
El paraje está compuesta por una capilla, un destacamento policial, un salón de usos múltiples, una escuela rural y varias casas de campo esparcidas por toda la zona. La gran mayoría de las viviendas están abandonadas por la emigración de sus habitantes a poblaciones de mayor tamaño.

## Toponimia
En lengua indígena autóctona "cocha" significa laguna.

### Curiosidad
No se sabe por qué se lo llama "cocha" o "laguna" a la comuna, ya que en el lugar no existe laguna ni bajios que indiquen que antiguamente existiera.
Un acta antigua indica que a esta comuna se la llamaba Laguna Blanca, pero con el correr del tiempo este nombre se transforma a Colonia Cocha. 

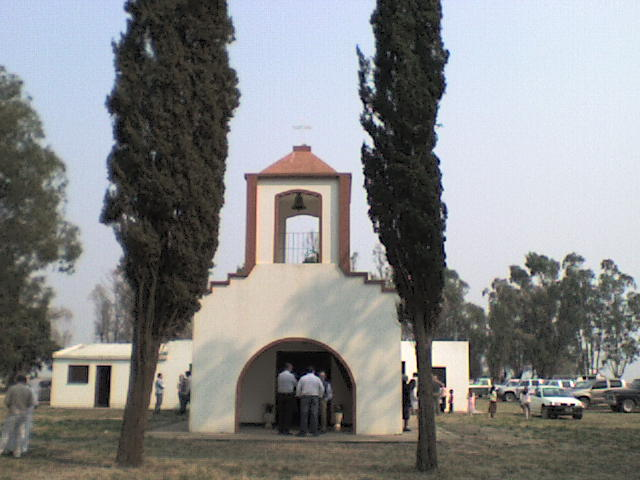
Capilla de la comuna.

## Celebraciones
Las Fiestas Patronales se celebran anualmente el segundo domingo del mes septiembre, los patronos de la capilla son  Santa Teresita y el Sagrado Corazón de Jesús. Esta capilla fue creada en el año 1956, con el esfuerzo de los pobladores del paraje. En el año 2006 se festejo con un gran almuerzo el 50 Aniversario de la Capilla. En el año 2012 se cumplieron los 50 años de la ampliación de la capilla y de la colocación del campanario. 
El tercer domingo de septiembre se realiza el campeonato de bochas por trios a la bolsa. 
Otras fiestas que se realizan son: un Almuerzo Tradicional en el mes de agosto y la "Fiesta del Chopp" en el mes de enero.